# Lobelia pyramidalis
Lobelia pyramidalis là loài thực vật có hoa trong họ Hoa chuông. Loài này được Wall. mô tả khoa học đầu tiên năm 1820.